# Eva Lund
Eva Maria Lund (nacida Eva Maria Eriksson, Estocolmo, 1 de mayo de 1971) es una deportista sueca que compitió en curling.
Participó en dos Juegos Olímpicos de Invierno, obteniendo dos medallas, oro en Turín 2006 y oro en Vancouver 2010.
Ganó cinco medallas en el Campeonato Mundial de Curling entre los años 2001 y 2009, y ocho medallas en el Campeonato Europeo de Curling entre los años 1993 y 2008.

## Palmarés internacional
| Juegos Olímpicos   | Juegos Olímpicos                  | Juegos Olímpicos  | Juegos Olímpicos |
| Año                | Lugar                             | Medalla           | Prueba           |
| ------------------ | --------------------------------- | ----------------- | ---------------- |
| 2006               | Turín (Italia)                    | Medalla de oro    | Equipo           |
| 2010               | Vancouver (Canadá)                | Medalla de oro    | Equipo           |
| Campeonato Mundial |                                   |                   |                  |
| Año                | Lugar                             | Medalla           | Prueba           |
| 2001               | Lausana (Suiza)                   | Medalla de plata  | Equipo           |
| 2003               | Winnipeg (Canadá)                 | Medalla de bronce | Equipo           |
| 2005               | Paisley (Reino Unido)             | Medalla de oro    | Equipo           |
| 2006               | Grande Prairie (Canadá)           | Medalla de oro    | Equipo           |
| 2009               | Gangneung (Corea del Sur)         | Medalla de plata  | Equipo           |
| Campeonato Europeo |                                   |                   |                  |
| Año                | Lugar                             | Medalla           | Prueba           |
| 1993               | Leukerbad (Suiza)                 | Medalla de oro    | Equipo           |
| 2001               | Vierumäki (Finlandia)             | Medalla de oro    | Equipo           |
| 2002               | Grindelwald (Suiza)               | Medalla de oro    | Equipo           |
| 2003               | Courmayeur (Italia)               | Medalla de oro    | Equipo           |
| 2004               | Sofía (Bulgaria)                  | Medalla de oro    | Equipo           |
| 2005               | Garmisch-Partenkirchen (Alemania) | Medalla de oro    | Equipo           |
| 2007               | Füssen (Alemania)                 | Medalla de oro    | Equipo           |
| 2008               | Örnsköldsvik (Suecia)             | Medalla de plata  | Equipo           |